# Луї-Овід Брюне
Луї-Овід Брюне (фр. Louis-Ovide Brunet або фр. Louis Ovide Brunet, 10 березня 1826 — 2 жовтня 1876) — франко-канадський ботанік, вчитель та священик.

## Біографія
Луї-Овід Брюне народився в місті Квебек 10 березня 1826 року.
Служив парафіяльним священником протягом 10 років, після чого йому запропонували посаду вчителя природничих наук у Квебеку.
З 1861 до 1862 року Брюне мандрував по Європі, де він відвідав Ботанічний сад Парижа, ботанічні сади Ліверпуля, Королівські ботанічні сади в К'ю, Монпельє, Флоренцію, Пізу, Рим, Брюссель, Левен, Бонн, Дюссельдорф, Утрехт, Амстердам, Лейден, Роттердам, а також розсадник у Данії.
Повернувшись в Квебек, Брюне відновив свою викладацьку діяльність та наукові дослідження. 1865 року Луї-Овід Брюне опублікував свої перші оригінальні наукові роботи. У цьому ж році він був призначений титулярним професором.
Помер Луї-Овід Брюне у місті Квебек 2 жовтня 1876 року.

## Наукова діяльність
Луї-Овід Брюне спеціалізувався на насіннєвих рослинах.

## Наукові роботи
- Catalogue des plantes canadiennes contenues dans l'herbier de l'Universite Laval et recueilles pendant les annees Brunet, Ovide. Quebec. 1858–1865.
- Catalogue des Vegetaux Ligneux du Canada pour Servir a l'Intelligence des Collections de Bois Economiques Envoyees a l'Exposition Universelle de París, 1867, par l'abbe Ovide Brunet Brunet, Ovide. Quebec. 1858–1865.
- Éléments de botanique et de physiologie végétale, suivis d'une petite flore simple et facile pour aider à découvrir les noms des plantes les plus communes au Canada Brunet, Ovide. Quebec. 1870.